# Ferdinand Buisson

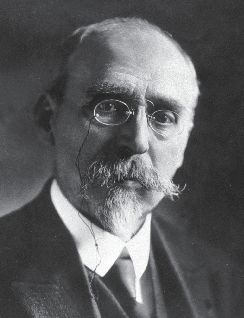
Ferdinand Buisson um 1920

Ferdinand Édouard Buisson (* 20. Dezember 1841 in Paris; † 16. Februar 1932 in Thieuloy-Saint-Antoine, Département Oise) war ein französischer Pädagoge und Politiker. Als Vorkämpfer des Völkerbundgedankens, zudem Mitbegründer und langjähriger Vorsitzender der französischen Liga für Menschenrechte, erhielt er 1927 mit Ludwig Quidde (1858–1941) den Friedensnobelpreis.

## Leben und Werk
Ferdinand Buisson wurde 1841 geboren, sein Vater war Untersuchungsrichter in Paris. Er besuchte das Gymnasium in Saint-Étienne und studierte danach an der Pariser Sorbonne Philosophie. 1868 schloss er das Studium ab, erhielt jedoch aufgrund seiner Verweigerung des Treueeids gegenüber Napoléon III. keine Anstellung in Frankreich und ging als Lehrer nach Neuchâtel in der Schweiz. Hier nahm er 1867 am Genfer Friedenskongress teil, auf dem die Internationale Liga für Frieden und Freiheit gegründet wurde.
Im Jahr 1870, nach dem Sturz Napoleons III., kehrte Buisson nach Frankreich zurück und wurde aufgrund seiner Freundschaft mit dem Unterrichtsminister Jules Simon Leiter des Schulwesens in Paris. Aus dieser Position musste er allerdings aufgrund seiner offenen Kritik an der Kirche nach kurzer Zeit wieder zurücktreten. Unter dem Nachfolger Simons Jules Ferry wurde das Schulwesen 1879 reformiert und dieser setzte Buisson in die Position des Generalinspektors für das Erziehungswesen ein, in der er 17 Jahre tätig war und mehrere Bücher veröffentlichte. Von 1896 bis 1906 war er Professor an der Sorbonne und Herausgeber eines Wörterbuchs der Pädagogik. Zudem übte er eine Unterrichtstätigkeit in Französisch, Moral und Pädagogik am Lehrerseminar École normale israélite orientale der Alliance Israélite Universelle in Auteuil aus. Von 1902 bis 1914 und von 1919 bis 1923 wurde Buisson als Abgeordneter des Parti radical in das französische Parlament gewählt.
Neben seiner Tätigkeit war Buisson immer der Friedensbewegung verbunden und setzte sich für die Menschen- und Bürgerrechte ein. Auch trat er massiv für die Wiederaufnahme des Prozesses um Alfred Dreyfus, bekannt als Dreyfus-Affäre, ein. Von 1913 bis 1926 wurde Buisson Präsident der Französischen Liga für Menschenrechte, die sich nach ihrer Gründung für die Entlastung von Dreyfus einsetzte. Buisson sprach sich in dieser Funktion vor allem für die Rechte verfolgter Minderheiten aus. Besonders im Ersten Weltkrieg wurde seine Position für die Einhaltung der Menschenrechte auch in Kriegszeiten, die er vehement einforderte, populär. Starke Kritik übte er am Versailler Vertrag, der Völkerbund war dagegen trotz einiger Kritikpunkte in seinen Augen eine Chance für eine internationale Friedensarbeit. 1924 sprach sich Buisson vor dem deutschen Reichstag für eine französisch-deutsche Aussöhnung aus und begleitete die Rede mit einer „Friedensreise“ durch Deutschland. 1927 erhielt er gemeinsam mit dem deutschen Pazifisten Ludwig Quidde den Friedensnobelpreis.
In Berlin-Französisch Buchholz wurde die Straße 49 nach ihm umbenannt, in welche die Ludwig-Quidde-Straße (ehemalige Straße 64) mündet, so dass die beiden nach ihrem Tod symbolisch vereint sind.

## Werke
- Condorcet. Alcan, Paris 1929
- Dictionnaire de pédagogie et d’instruction primaire. Alcan, Paris 1929
- Education et Republique. Kimé, Paris 2003, ISBN 2-84174-293-8